# Henri Regnault
Alexandre Georges Henri Regnault (født 30. oktober 1843 i Paris, død 19. januar 1871 sammesteds) var en fransk maler. Han var søn af fysiker Henri Victor Regnault. 

## Liv og virke
Som elev af Cabanel og Lamothe vandt han i 1866 Rom-prisen. Efter ophold i
Italien tog han i 1866 til Spanien, hvor han malede rytterbilledet af General Prim i 1869. Maleriet findes i dag på Louvre. Prim selv var utilfreds med det og vægrede sig ved at modtage det.
Regnault udførte i Rom og i Spanien—Marokko »Judith
og Holofernes«, som kan ses på museum i Marseille. Han udførte det bloddryppende »Salome« i 1869. Maleriet »Henrettelse uden Dom«, som kan ses på Louvre, og hans studier af arabiske heste og ryttere var ligeledes bemærkelsesværdige værker.
Krigsulykker førte
ham til Paris.
Efter hans død hævedes hans kunstnernavn, ombølget af patriotisme.